# فیورسا
فیورسا (به ایسلندی: Þjórsá) بلندترین رود کشور ایسلند است که ۲۳۰ کیلومتر طول دارد و به اقیانوس اطلس می‌ریزد.